# Il giorno in cui i pesci uscirono dal mare
Il giorno in cui i pesci uscirono dal mare (The Day the Fish Came Out) è un film del 1967, diretto da Michael Cacoyannis.

## Trama
Un bombardiere in avaria fa cadere due bombe nucleari su un'isola greca.

## Critica
«Aggiornamento del mito del vaso di Pandora... Un fallimento» * 